# 大安 (金朝)
大安（1209年正月—1211年）是金衛绍王的第一个年号。衛绍王使用大安这个年号一共三年。

## 改元
- 泰和八年——十一月二十日，金章宗去世，叔父完顏允济即位。明年正月二十七日，改元大安。[2][3]
- 大安四年——正月一日，改元崇慶。[4]

## 大事记
1208年，金章宗病死，無嗣，傳遣詔立衛王完顏允济。衛王固讓，乃承詔舉哀，即皇帝位於柩前。明年（1209年），改元大安，大赦。
1212年，改元崇慶，大赦天下。

## 纪年對照表
| 大安 | 元年   | 二年   | 三年   |
| ---- | ------ | ------ | ------ |
| 公元 | 1209年 | 1210年 | 1211年 |
| 干支 | 己巳   | 庚午   | 辛未   |

## 同期存在的其他政权的年号
- 中國
  - 嘉定（1208年－1224年）：宋—宋寧宗趙擴之年號
  - 天禧（1178年至1211年）：西遼—遼末主耶律直魯古之年號
  - 應天（1206年－1209年）：西夏—夏襄宗李安全之年號
  - 皇建（1210年－1211年）：西夏—夏襄宗李安全之年號
  - 天开（1205年－1225年）：大理—段智祥之年號
- 越南
  - 治平龍應（1205年－1210年）：李朝—李龍翰之年號
  - 建嘉（1211年－1224年）：李朝—李旵之年號
- 日本
  - 承元（1207年－1211年）：土御門天皇之年号
  - 建曆（1211年－1214年）：順德天皇之年号

## 深入閱讀
- 李崇智. . 北京: 中華書局. 2004年12月. ISBN 7101025129.
- 鄧洪波.  (pdf). 臺北: 國立臺灣大學東亞經典與文化研究計劃. 2005年3月  [2022-01-04]. ISBN 9789860005189. （原始内容存档于2007-08-25）.

## 参看
- 中國年號索引
- 其他政权使用的大安年号

| 前一年號： 泰和 | 金朝年号 | 下一年號： 崇慶 |